# Фишер (тауншип, Миннесота)
Фишер (англ. Fisher) — тауншип в округе Полк, Миннесота, США. На 2000 год его население составило 219 человек.

## География
По данным Бюро переписи населения США площадь тауншипа составляет 92,1 км², из которых 92,1 км² занимает суша, водоёмов нет.

## Демография
По данным переписи населения 2000 года здесь находились 219 человек, 69 домохозяйств и 58 семей.  Плотность населения —  2,4 чел./км².  На территории тауншипа расположено 73 постройки со средней плотностью 0,8 построек на один квадратный километр. Расовый состав населения: 97,26 % белых, 1,37 % коренных американцев, 1,37 % — других рас США. Испанцы или латиноамериканцы любой расы составляли 4,11 % от популяции тауншипа.
Из 69 домохозяйств в 50,7 % воспитывались дети до 18 лет, в 75,4 % проживали супружеские пары, в 4,3 % проживали незамужние женщины и в 14,5 % домохозяйств проживали несемейные люди. 14,5 % домохозяйств состояли из одного человека, при том 7,2 % из — одиноких пожилых людей старше 65 лет. Средний размер домохозяйства — 3,17, а семьи — 3,51 человека.
35,2 % населения — младше 18 лет, 5,9 % — в возрасте от 18 до 24 лет, 32,9 % — от 25 до 44, 18,7 % — от 45 до 64, и 7,3 % — старше 65 лет. Средний возраст — 35 лет. На каждые 100 женщин приходилось 104,7 мужчин.  На каждые 100 женщин старше 18 приходилось 102,9 мужчин.
Средний годовой доход домохозяйства составлял 65 000 долларов, а средний годовой доход семьи —  71 875 долларов. Средний доход мужчин —  35 625  долларов, в то время как у женщин — 31 250. Доход на душу населения составил 21 074 доллара. За чертой бедности не находилась ни одна семья и 0,5 % всего населения тауншипа.